# ريكتسية باركرية
الريكتسية الباركرية (بالإنجليزية: Rickettsia parkeri)‏ هي بكتيريا سلبية غرام جوانية (داخل الخلية). تُسبب حمى مُبقعة خفيفة في الإنسان (أحيانًا تُشير إلى حمى عضة القراد الأمريكي)، وتتميز بحدوث صداع وطفح وحمى وخشارة في منطقة اتصال القراد. تنتقل عبر عضة القراد خصوصًا في النصف الغربي من الكرة الأرضية. يُستعمل الدوكسيسايكلين والكلورامفينيكول بشكلٍ شائع في تقليل الأعراض المُرتبطة مع المرض المُسبب بواسطة الريكتسية الباركرية.